# Mesentoria yanbianensis
Mesentoria yanbianensis är en insektsart som beskrevs av Chen, S.C. och Yun He He 2008. Mesentoria yanbianensis ingår i släktet Mesentoria och familjen Phasmatidae. Inga underarter finns listade i Catalogue of Life.